# UMMC Cup
De UMMC Cup (Russisch: Кубок УГМК) was een jaarlijks basketbaltoernooi dat werd gehouden in Jekaterinenburg in de herfst. Het toernooi was gewijd aan het tienjarig bestaan van de UMMC-Holding. Het was een opwarmtoernooi voor het nieuwe seizoen. Vier Europese teams werden geselecteerd om deel te nemen aan het toernooi. De vier teams speelde tegen elkaar in de halve finale. De twee winnaars van elke wedstrijd spelen tegen elkaar om de toernooiwinst, terwijl de verliezers ook tegen elkaar spelen voor de derde plaats. De gastvrouwen UMMC Jekaterinenburg hebben vijf opeenvolgende titels gewonnen vanaf 2012. In 2018 was de laatste editie.

## Winnaars van de UMMC Cup
| Jaar | Winnaar              | Uitslag      | Tegenstander         |
| ---- | -------------------- | ------------ | -------------------- |
| 2009 | Verenigde Staten     | groepsfase ¹ | UMMC Jekaterinenburg |
| 2012 | UMMC Jekaterinenburg | 83 - 58      | Nadezjda Orenburg    |
| 2013 | UMMC Jekaterinenburg | 72 - 64      | Good Angels Košice   |
| 2014 | UMMC Jekaterinenburg | 61 - 54      | Nadezjda Orenburg    |
| 2015 | UMMC Jekaterinenburg | 64 - 34      | Good Angels Košice   |
| 2016 | UMMC Jekaterinenburg | 75 - 65      | Nadezjda Orenburg    |
| 2017 | Sopron Basket        | 68 - 60      | UMMC Jekaterinenburg |
| 2018 | UMMC Jekaterinenburg | 68 - 56      | Sopron Basket        |

¹ opmerking: Groepsfase waarin vier teams tegen elkaar spelen. Winnaar Verenigde Staten. Andere teams waren UMMC Jekaterinenburg (Rusland), ZVVZ USK Praag (Tsjechië) en MKB-Euroleasing Sopron (Hongarije).

## Winnaars aller tijden
| Cups | Club                 | In:                                |
| ---- | -------------------- | ---------------------------------- |
| 6    | UMMC Jekaterinenburg | 2012, 2013, 2014, 2015, 2016, 2018 |
| 1    | Verenigde Staten     | 2009                               |
| 1    | Sopron Basket        | 2017                               |

## Per land
| Cups | x clubs | Land             |
| ---- | ------- | ---------------- |
| 6    | 1       | Rusland          |
| 1    | 1       | Verenigde Staten |
| 1    | 1       | Hongarije        |

2009 · 2012 · 2013 · 2014 · 2015 · 2016 · 2017 · 2018